# برادلی مک‌گی
برادلی مک‌گی (ایتالیایی: Bradley McGee؛ زادهٔ ۲۴ فوریهٔ ۱۹۷۶) دوچرخه‌سوار اهل استرالیا است.
وی در مسابقات کشوری و بین‌المللی در مجموع برندهٔ ۸ مدال طلا، ۱ مدال نقره، ۳ مدال برنز شده‌است.